# Bellator 44
 Bellator XLIV  foi um evento de artes marciais mistas organizado pelo Bellator Fighting Championships, ocorrido em 14 de maio de 2011 no Caesar's Resort em Atlantic City, New Jersey. O card contou com a Final do Torneio de Leves da Quarta Temporada do Bellator. O evento foi transmitido ao vivo na MTV2.

## Background
O veterano do EliteXC e do Ring of Combat James Jones era esperado para lutar nesse evento, porém a luta não se materializou.
Lyman Good era esperado para enfrentar Dan Hornbuckle em uma luta de meio-médios. Porém, em 6 de Maio, Good se retirou da luta com uma lesão.
A luta entre Anthony Morrison e Bryan Goldsby foi cancelada porque Morrison pesou 10 pounds acima do limite.
O evento acumulou aproximadamente 325,000 telespectadores na MTV2.